# Cabralea
O género botânico Cabralea é constituído por árvores ou arbustos monóicos. Os ramos jovens têm indumento caduco ou persistente. As folhas são paripenadas ou com folíolo terminal de crescimento definido. Folíolos opostos ou subopostos, glandular pontuados e estriados. Flores bissexuadas, ovário semi-ínfero, disco séssil, ciatiforme ou tubular.
No estado de São Paulo (Brasil), existe apenas uma espécie:
Cabralea canjerana (Vell.) Mart. subespécie canjerana. São as populares canjaranas ou canjeranas que podem ser encontradas em quase todas as formações vegetais do Brasil.
Em Minas Gerais, ocorre a outra subespécie (Cabralea canjerana subespécie polytricha (A.Juss.)Penn.), comum nos campos rupestres daquele estado.

## Espécies
Alguns dos seguintes nomes científicos são, de facto, sinónimos botânicos:
- Cabralea affinis
- Cabralea brachystachya
- Cabralea burchellii
- Cabralea cangerana
- Cabralea canjerana
- Cabralea cauliflora
- Cabralea clausseniana
- Cabralea corcovadensis
- Cabralea coriacea
- Cabralea eichleriana
- Cabralea erismatica
- Cabralea estrellensis
- Cabralea fluminensis
- Cabralea gaudichaudii
- Cabralea glaberrima
- Cabralea glaziovii
- Cabralea humilis
- Cabralea inaequilatera
- Cabralea insignis
- Cabralea jussiaeana
- Cabralea lacaziana
- Cabralea laevis
- Cabralea lagoaensis
- Cabralea lagoensis
- Cabralea lundii
- Cabralea macrantha
- Cabralea macrophylla
- Cabralea microcalyx
- Cabralea montana
- Cabralea multijuga
- Cabralea oblongiflora
- Cabralea oblongifoliola
- Cabralea oligotricha
- Cabralea pallescens
- Cabralea pedunculata
- Cabralea pilosa
- Cabralea poeppigii
- Cabralea polytricha
- Cabralea richardiana
- Cabralea riedellii
- Cabralea rojasii
- Cabralea rubiginosa
- Cabralea schwackei
- Cabralea selloi
- Cabralea silvatica
- Cabralea sulcata
- Cabralea tomentosa
- Cabralea villosa
- Cabralea warmingiana
- Cabralea weberbaueri